# Taça de Portugal 1970-1971
La Taça de Portugal 1970-1971 fu la 31ª edizione della Coppa di Portogallo. Lo Sporting Lisbona vinse la coppa per la settima volta, sconfiggendo in finale i rivali cittadini del Benfica, vincitori dell'edizione precedente in finale proprio contro lo Sporting.
Il risultato di 21-0 dello Sporting ai danni dei capoverdiani del Mindelense agli ottavi di finale rappresenta la vittoria col maggior scarto di reti nella storia del calcio portoghese.

## Squadre partecipanti
In questa edizione erano presenti:
- Le squadre di Primeira Divisão, qualificate al quinto turno
- Le squadre di Segunda Divisão, qualificate al secondo turno
- Le squadre di Terceira Divisão, qualificate al primo turno
- Le rappresentative coloniali, qualificate agli ottavi di finale.

### Primeira Divisão

#### 14 squadre
| - Académica - Barreirense - Belenenses - Benfica - Boavista | - CUF Barreiro - Farense - Leixões - Porto - Sporting Lisbona | - Tirsense - Varzim - Vitória Guimarães - Vitória Setúbal |

### Segunda Divisão

#### 28 squadre
| - Atlético CP - Beira-Mar - Braga - Espinho - Famalicão - Gouveia - Luso | - Marinhense - Montijo - Olhanense - Oriental Lisbona - Penafiel - Peniche - Portimonense | - Riopele - Salgueiros - Sanjoanense - Seixal - Sesimbra - Sintrense - Torreense | - Torres Novas - Tramagal - Vizela - União de Coimbra - União de Lamas - União de Tomar - União Leiria |

### Terceira Divisão

#### 64 squadre
| - Académico de Viseu - Ala-Arriba - Alba - Alferrarede - Alhandra - Almada - Amora - Anadia - Caldas - Campomaiorense - Casa Pia - Chaves - Cova da Piedade - Covilhã - Desp. Aves - Desportivo Beja | - D. Castelo Branco - Esperança Lagos - Estoril Praia - Estrela Portalegre - Fafe - Feirense - Freamunde - Gil Vicente - O Grandolense - Guarda - Juventude de Évora - Leça - Leiria e Marrazes - Limianos - Lourosa - Lusitano | - Lusitano FC - Macedo de Cavaleiros - Marialvas - Mirandela - Moimenta - Moura - Naval - Nazarenos - Norte e Soure - Odivelas - Oliveirense - Paio Pires - Penalva - Portalegrense - Régua - Sacavenense | - São Pedro da Cova - Silves - Sporting Lamego - Trancoso - União Algés - União Almeirim - União de Montemor - União Santarém - Valdevez - Valecambrense - Vasco da Gama Sines - Vendas Novas - Vianense - Vilafranquense - Vila Pouca - Vila Real |

### Rappresentative coloniali
- Marítimo (campione di Madera)
- Praiense (campione delle Azzorre)
- Independente SC (campione di Angola)
- Mindelense (campione di Capo Verde)
- Ferroviário L. Marques (campione di Mozambico)

## Primo turno
|                     | Risultato |                      |
| ------------------- | --------- | -------------------- |
| Vila Pouca          | 0 - 3     | Feirense             |
| Vianense            | 3 - 2     | Lourosa              |
| Vasco da Gama Sines | 0 - 3     | Portalegrense        |
| Valecambrense       | 2 - 1     | Régua                |
| Valdevez            | 1 - 3     | Académico de Viseu   |
| União Santarém      | 3 - 0     | Juventude de Évora   |
| União de Montemor   | 2 - 1     | Alhandra             |
| União Almeirim      | 2 - 1     | Lusitano FC          |
| Silves              | 1 - 0     | Campomaiorense       |
| São Pedro da Cova   | 2 - 6     | Covilhã              |
| Penalva             | 1 - 5     | Chaves               |
| Paio Pires          | 2 - 2     | Estoril Praia        |
| Oliveirense         | 9 - 1     | Macedo de Cavaleiros |
| Norte e Soure       | 2 - 0     | Limianos             |
| Nazarenos           | 2 - 1     | Amora                |
| Naval               | 1 - 0     | Fafe                 |
| Moura               | 0 - 0     | Vilafranquense       |
| Moimenta            | 0 - 2     | Sporting Lamego      |
| Marialvas           | [ 3 ]     | Mirandela            |
| Lusitano            | 1 - 3     | Leiria e Marrazes    |
| Gil Vicente         | 3 - 0     | Trancoso             |
| Freamunde           | 0 - 1     | Ala-Arriba           |
| Vendas Novas        | 3 - 1     | Sacavenense          |
| Estrela Portalegre  | 3 - 2     | O Grandolense        |
| Esperança Lagos     | 1 - 3     | Odivelas             |
| D. Castelo Branco   | 3 - 1     | Almada               |
| Desp. Aves          | 3 - 1     | Guarda               |
| Casa Pia            | 3 - 2     | União Algés          |
| Caldas              | 0 - 1     | Cova da Piedade      |
| Anadia              | 3 - 1     | Leça                 |
| Alferrarede         | 0 - 3     | Desportivo Beja      |
| Alba                | 2 - 1     | Vila Real            |

## Secondo turno
|                   | Risultato |                    |
| ----------------- | --------- | ------------------ |
| Vianense          | 1 - 3     | Naval              |
| Valecambrense     | 0 - 3     | Marinhense         |
| União Santarém    | 3 - 2     | Portimonense       |
| União de Montemor | 0 - 1     | União Almeirim     |
| União Leiria      | 3 - 0     | Académico de Viseu |
| União de Coimbra  | 3 - 1     | Famalicão          |
| Torreense         | 2 - 0     | Silves             |
| Sporting Lamego   | 1 - 0     | Marialvas          |
| Espinho           | 1 - 2     | Salgueiros         |
| Braga             | 4 - 0     | Ala-Arriba         |
| Sintrense         | 1 - 3     | União de Tomar     |
| Sesimbra          | 1 - 0     | Tramagal           |
| Seixal            | 1 - 1     | Torres Novas       |
| Beira-Mar         | 3 - 0     | União de Lamas     |
| Riopele           | 2 - 0     | Sanjoanense        |
| Portalegrense     | 3 - 0     | Odivelas           |
| Peniche           | 5 - 1     | Olhanense          |
| Oliveirense       | 1 - 2     | Feirense           |
| Nazarenos         | 1 - 2     | Oriental Lisbona   |
| Montijo           | 1 - 0     | Cova da Piedade    |
| Leiria e Marrazes | 3 - 2     | Estrela Portalegre |
| Gouveia           | 0 - 1     | Penafiel           |
| Gil Vicente       | 1 - 1     | Covilhã            |
| Vizela            | 3 - 1     | Desp. Aves         |
| Vendas Novas      | 2 - 5     | Estoril Praia      |
| Chaves            | 5 - 0     | Norte e Soure      |
| Desportivo Beja   | 2 - 0     | Vilafranquense     |
| Casa Pia          | 1 - 1     | Luso               |
| Atlético CP       | 3 - 0     | D. Castelo Branco  |
| Anadia            | 1 - 0     | Alba               |

## Terzo turno
|                   | Risultato |                 |
| ----------------- | --------- | --------------- |
| União de Coimbra  | 3 - 1     | Sporting Lamego |
| União Almeirim    | 1 - 0     | Vizela          |
| Torres Novas      | 0 - 1     | União de Tomar  |
| Covilhã           | 1 - 3     | Torreense       |
| Sesimbra          | 2 - 1     | Penafiel        |
| Beira-Mar         | 4 - 1     | Estoril Praia   |
| Riopele           | 2 - 0     | Naval           |
| Portalegrense     | 3 - 1     | Feirense        |
| Oriental Lisbona  | 1 - 0     | Marinhense      |
| Montijo           | 4 - 1     | União Leiria    |
| Leiria e Marrazes | 0 - 1     | União Santarém  |
| Luso              | 1 - 0     | Peniche         |
| Chaves            | 0 - 2     | Braga           |
| Desportivo Beja   | 3 - 1     | Atlético CP     |
| Anadia            | 0 - 2     | Salgueiros      |

## Quarto turno
- União de Coimbra

|                 | Risultato |                  |
| --------------- | --------- | ---------------- |
| União Almeirim  | 4 - 0     | União Santarém   |
| Torreense       | 1 - 0     | União de Tomar   |
| Sesimbra        | 2 - 1     | Portalegrense    |
| Beira-Mar       | 3 - 1     | Montijo          |
| Salgueiros      | 1 - 1     | Luso             |
| Riopele         | 4 - 3     | Braga            |
| Desportivo Beja | 1 - 2     | Oriental Lisbona |

## Quinto turno
|                  | Risultato |                   |
| ---------------- | --------- | ----------------- |
| Porto            | 5 - 1     | CUF Barreiro      |
| União de Coimbra | 2 - 0     | Farense           |
| Torreense        | 0 - 2     | Belenenses        |
| Sesimbra         | 2 - 0     | Académica         |
| Tirsense         | 2 - 2     | União Almeirim    |
| Riopele          | 0 - 2     | Vitória Setúbal   |
| Oriental Lisbona | 0 - 8     | Sporting Lisbona  |
| Leixões          | 4 - 3     | Vitória Guimarães |
| Barreirense      | 2 - 1     | Beira-Mar         |
| Boavista         | 5 - 1     | Varzim            |
| Benfica          | 11 - 0    | Luso              |

## Ottavi di finale
|                 | Risultato |                        |
| --------------- | --------- | ---------------------- |
| Porto           | 4 - 1     | Ferroviário L. Marques |
| Vitória Setúbal | 11 - 0    | Praiense               |
| Sesimbra        | 1 - 1     | Marítimo               |
| Tirsense        | 4 - 0     | Leixões                |
| Mindelense      | 0 - 21    | Sporting Lisbona       |
| Independente SC | 1 - 0     | União de Coimbra       |
| Barreirense     | 1 - 7     | Benfica                |
| Boavista        | 0 - 1     | Belenenses             |

## Quarti di finale
|            | Risultato |                  | Andata | Ritorno | Spareggio |  |
| ---------- | --------- | ---------------- | ------ | ------- | --------- |  |
| Sesimbra   | 1 - 4     | Tirsense         | 0 - 1  | 1 - 3   |           |  |
| Porto      | 2 - 0     | Vitória Setúbal  | 1 - 1  | 0 - 1   |           |  |
| Benfica    | 8 - 0     | Independente SC  | 6 - 0  | 2 - 0   |           |  |
| Belenenses | 2 - 2     | Sporting Lisbona | 0 - 0  | 2 - 2   | 1 - 2     |  |

## Semifinali
|                  | Risultato |                 | Andata | Ritorno |  |
| ---------------- | --------- | --------------- | ------ | ------- |  |
| Sporting Lisbona | 2 - 1     | Vitória Setúbal | 1 - 0  | 1 - 1   |  |
| Tirsense         | 2 - 8     | Benfica         | 1 - 3  | 1 - 5   |  |

## Finale
| Arbitro: | Francisco Lobo (Setúbal) |

|                    |           |                                             |
| Eusébio 59’ (rig.) | Marcatori | 5’ Dinis 23’ Fernandes 33’, 71’ Chico Faria |

| Benfica | Sporting CP |

### Formazioni
| Benfica     |   |                   |  |     |
|             |   |                   |  |     |
| POR         | 1 | José Henrique     |  |     |
| DIF         |   | Malta da Silva    |  |     |
| DIF         |   | Zeca              |  |     |
| DIF         |   | Augusto Matine    |  | 34’ |
| DIF         |   | Adolfo Calisto    |  |     |
| DIF         |   | Humberto Coelho   |  |     |
| CEN         |   | António Simões () |  |     |
| CEN         |   | Jaime Graça       |  |     |
| ATT         |   | Eusébio           |  |     |
| ATT         |   | Artur Jorge       |  | 69’ |
| ATT         |   | Nené              |  |     |
| Sostituiti: |   |                   |  |     |
| CEN         |   | Diamantino Costa  |  | 34’ |
| ATT         |   | José Torres       |  | 69’ |
| Allenatore: |   |                   |  |     |
| Jimmy Hagan |   |                   |  |     |

| Sporting Lisbona |   |                  |  |     |
|                  |   |                  |  |     |
| POR              | 1 | Vítor Damas      |  |     |
| DIF              |   | Manaca           |  |     |
| DIF              |   | Pedro Gomes ()   |  |     |
| DIF              |   | João Laranjeira  |  |     |
| DIF              |   | José Carlos      |  | 68’ |
| CEN              |   | Fernando Peres   |  |     |
| CEN              |   | Nélson Fernandes |  |     |
| CEN              |   | Vítor Gonçalves  |  | 57’ |
| CEN              |   | Marinho          |  |     |
| ATT              |   | Joaquim Dinis    |  |     |
| ATT              |   | Chico Faria      |  |     |
| Sostituiti:      |   |                  |  |     |
| DIF              |   | Francisco Caló   |  | 68’ |
| CEN              |   | Fernando Tomé    |  | 57’ |
| Allenatore:      |   |                  |  |     |
| Fernando Vaz     |   |                  |  |     |